# Juan Antonio Ramos
Juan Antonio Ramos Sánchez (Barcelona, 18 de agosto de 1976) é um esportista espanhol, competidor de taekwondo, nas categorias de 50, 54 e 58 quilos.
Foi campeão mundial duas vezes: em 1997 (50 kg) e 2008 (58 kg). Participou dos Jogos Olímpicos de Verão de 2004, em Atenas, onde ficou em quarto lugar na categoria até 58 kg, e dos Jogos Olímpicos de Verão de 2008, em Pequim, onde perdeu a disputa pelo terceiro lugar para o lutador afegão Rohullah Nikpai.
Ele treinou o gabônes Anthony Obame, e atualmente treina a Seleção Francesa. É casado com Brigitte Yagüe.

## Carreira internacional
| Ano  | Evento             | Lugar                      | Posto | Categoria |
| ---- | ------------------ | -------------------------- | ----- | --------- |
| 1996 | Campeonato Europeu | Helsinque ( Finlândia)     | 1º    | 54 kg     |
| 1997 | Campeonato Mundial | Hong Kong ( China)         | 1º.   | 50 kg     |
| 1998 | Campeonato Europeu | Eindhoven ( Países Baixos) | 3º    | 54 kg     |
| 2000 | Campeonato Europeu | Patras ( Grécia)           | 1º    | 54 kg     |
| 2001 | Campeonato Mundial | Jeju ( Coreia do Sul)      | 3º.   | 54 kg     |
| 2002 | Campeonato Europeu | Samsum ( Turquia)          | 2º    | 54 kg     |
| 2004 | Campeonato Europeu | Lillehammer ( Noruega)     | 2º    | 58 kg     |
| 2007 | Campeonato Mundial | Pequim ( China)            | 1º.   | 58 kg     |
| 2008 | Jogos Olímpicos    | Pequim ( China)            | 4º.   | 58 kg     |